# Nocturne (comics)
Pour les articles homonymes, voir Nocturne.
Nocturne est un nom de code employé par deux personnages de fiction de l'univers de Marvel Comics. La première est Angela Cairn, un personnage lié à Spider-Man. La seconde est Talia Wagner, ce personnage issu d'une réalité alternative est lié aux X-Men, aux Exilés et à Excalibur.

## Nocturne (Angela Cairn)
Nocturne, alias Angela Cairn, est un personnage de fiction de l'univers de Marvel Comics. Créé par le scénariste J.M. DeMatteis et le dessinateur Sal Buscema, le personnage apparaît pour la première fois dans le comic book Spectacular Spider-Man vol. 1 #190 de juillet 1992.
Nocturne possède une force surhumaine, peut transférer la douleur des autres en elle et également accélérer la guérison d'autres personnes. Du point de vue physique, elle a des ongles coupants, des ailes semblables à celles d'une chauve-souris qui lui permette de voler et une chevelure qu'elle peut contrôler pour agripper des objets.

## Nocturne (Talia Wagner)
Nocturne, alias Talia Wagner, est un personnage de fiction, une super-héroïne de l'univers de Marvel Comics. Créée par Jim Calafiore, Nocturne est présente dans le scénario "Professor W's X-Men" de X-Men Millennial Visions en 2000. Le personnage est représenté pour la première fois dans le comic book Blink #4 en 2001. Cette histoire est publiée en France l'année suivante dans X-Men Hors Série no 8 de la collection Marvel France de l'éditeur Panini Comics.
La véritable identité de Nocturne est Talia Josephine Wagner. Elle est issue d'une réalité alternative à la continuité principale, nommée Terre-616, de l'univers Marvel. Nocturne est la fille de Kurt Wagner / Diablo et de Wanda Maximoff / la Sorcière Rouge. Elle a été successivement un membre des X-Men de sa réalité, des Exilés une équipe de super-héros œuvrant dans différentes réalités alternatives, des X-Men et d'Excalibur de la continuité principale puis est retourné avec les Exilés.